# فرت توتن (داکوتای شمالی)
فرت توتن(به انگلیسی: Fort Totten) شهری در ایالت داکوتای شمالی کشور ایالات متحده آمریکا است که جمعیت آن در سرشماری سال ۲۰۱۰ میلادی، ۱٬۲۴۳ نفر بوده‌است.